# Sebastian Aho
Sebastian Aho (Rauma, Finlandia, 26 de julio de 1997), apodado Sea Bass, Sebby, Fishy o Sepe, es un jugador profesional finlandés de hockey sobre hielo que se desempeña en la posición de centro en Pittsburgh Penguins, equipo de la National Hockey League (NHL).

## Carrera
Fue seleccionado en la segunda ronda en la NHL Entry Draft de 2015. En 2016 hizo su debut profesional con el equipo Carolina Hurricanes, donde jugó ocho temporadas.
El 2 de julio de 2024 es firmado por 2 años con los Pittsburgh Penguins. 